# Бохотниця
Бохотниця (пол. Bochotnica) — село в Польщі, у гміні Казімеж-Дольний Пулавського повіту Люблінського воєводства. Розташована між Любліном і Пулавами.
Населення — 1069 осіб (2011).

## Демографія
Демографічна структура станом на 31 березня 2011 року:
|          | Загалом | Допрацездатний вік | Працездатний вік | Постпрацездатний вік |
| -------- | ------- | ------------------ | ---------------- | -------------------- |
| Чоловіки | 542     | 104                | 359              | 79                   |
| Жінки    | 527     | 81                 | 300              | 146                  |
| Разом    | 1069    | 185                | 659              | 225                  |